# آشر براون دوراند
آشر براون دوراند (بالإنجليزية: Asher Durand)‏ هو نقاش ورسام أمريكي، ولد في 21 أغسطس 1796 في Maplewood, New Jersey ‏ في الولايات المتحدة، وتوفي بنفس المكان في 17 سبتمبر 1886.

## وصلات خارجية
- آشر براون دوراند على موقع الموسوعة البريطانية (الإنجليزية)
- آشر براون دوراند على موقع ميوزك برينز (الإنجليزية)
- آشر براون دوراند على موقع ديسكوغز (الإنجليزية)